# AmigaOS
AmigaOS — стандартна операційна система для персональних комп'ютерів сімейства Amiga. Вона була розроблена компанією Commodore International і представлена у 1985 році в ПК Amiga 1000. Ранні версії (1.0-3,9) були призначені для 16 і 32-бітних мікропроцесорів Motorola 68K, хоча пізніші AmigaOS версії 4 працюють тільки на архітектурі PowerPC.
Класичну AmigaOS прийнято розглядати як сукупність двох складових: Kickstart і Workbench. Kickstart забезпечує абстрагування від унікального апаратного забезпечення Amiga та містить у собі: планувальник операційної системи з витискальною багатозадачністю (Exec), дискову операційну систему (AmigaDOS) та бібліотеки графічного інтерфейсу (Intuition). Workbench є графічним інтерфейсом користувача, й представлений як правило однойменним робочим столом або іншим файловим менеджером.